# Лушано
Луша̀но (на италиански: Lusciano) е град и община в Южна Италия, провинция Казерта, регион Кампания. Разположен е на 68 m надморска височина. Населението на общината е 14 553 души (към 2010 г.).